# National Institute of Public Administration
National Institute of Public Administration (NIPA) dient der Aus- und Fortbildung von Mitarbeitern des öffentlichen Dienstes Sambias. Seine augenblickliche Arbeit basiert auf dem National Institute of Public Administration Act, No.15 von 1998.

## Entstehung und Aufgaben
Das NIPA wurde 1963 für die Intensivausbildung sambischer Beamte wegen der anstehenden Unabhängigkeit des Landes gegründet. 1966 nahm es seine Arbeit als Ausbildungsinstitut des Öffentlichen Dienstes auf. 1998 wurden seine Kompetenzen und Funktionen im Sinne der Demokratisierung neu gefasst.
Die Ausbildungsbereiche des NIPA umfassen Magistrate, Staatsanwälte, allgemeine und kommunale Verwaltung. Es bildet nicht nur Studenten aus Sambia aus, sondern auch aus Botswana, Simbabwe, Lesotho, Namibia und Gambia.
Sitz des NIPA ist offenbar Lusaka. Es verfügt über eine eigene akademische Bibliothek.
In der Zeit der zweiten Republik war das NIPA fast wichtiger als die University of Zambia. Wegen der unzähligen staatlichen Betriebe wurden am NIPA unzählige Beamte ausgebildet. Der Bedarf an qualifiziertem Personal war größer als jede Ausbildungskapazität. Am Ende blähte es den Öffentlichen Dienst in Sambia jedoch nur unglaublich auf. 1983 forderten IMF und Weltbank deswegen tiefgreifende Reformen, die dann ausgearbeitet und 1998 erlassen wurden.

## Thematische Schwerpunkte
- Öffentliche und kommunale Regierungsbereiche
  - Dezentralisation
  - Finanzmanagement kommunaler Behörden
  - Nachhaltige städtische und ländliche Entwicklung
  - Entwicklung demokratischer Strukturen
  - Effektivität der Verwaltung
  - Führungskraft und strategisches Handeln
  - Erscheinungsbild
  - Strategische Planung und Projektverwaltung
- Soziale und wirtschaftliche Entwicklung
  - Gutes Regieren
  - Gleichberechtigung
  - Menschenrechte
  - Armutsbekämpfung und AIDS
  - Wirtschaftliches Wachstum und soziale Entwicklung
  - Wirtschaftsreformen
  - Privatisierung
- Betriebswirtschaft und Entwicklung
  - Finanzverwaltung und Buchführung
  - Förderung von kleinen und mittleren Unternehmen
  - Ressourcen und Ablaufskontrolle
  - Informationstechnologien
  - Qualitätskontrolle und Marktstandards
  - Budgetierung und Rechnungswesen

## Zeugnisse werden ausgestellt für
- Betriebswirtschaft
- Personalwesen
- Recht
- Rechtspflege
- Menschenrechte
- Strafverfolgung

## Diplomangebot
- Betriebswirtschaft
- Jura
- Informationssystemmanagement
- Projektmanagement
- Verwaltung
- Öffentliche Finanzführung
- Gesundheitswesen
- Postgraduierten Finanzwesen
- Buchhaltung

## Personal
Das NIPA beschäftigt 35 Dozenten.